# 賴霍羅德卡 (斯瓦托韋區)
賴霍羅德卡（羅馬化：Raihorodka）是位於烏克蘭東部的村莊，由盧甘斯克州斯瓦托韋區的科洛梅奇哈市鎮負責管轄。該村始建於1787年，面積2.77平方公里，海拔高度106米，2001年人口615。